# Tizi Wuzu
Tizi Wuzu – miasto w północnej Algierii (Kabylia), między miastami Bidżaja i Algier, w Atlasie Tellskim, na wschód od Algieru, ośrodek administracyjny prowincji Tizi Wuzu. W mieście mieszka około 149 tys. mieszkańców. Mieszkańcami są przede wszystkim Berberowie (Kabylowie). Miasto uchodzi za centrum kulturalne Kabylii.